# Neo4j
Neo4j — графова база даних. Найпопулярніша графова база за оцінками сайту db-engines.com станом на листопад 2019. Використовує мову запитів Cypher.